# The Real Slim Shady
Singles de Eminem
Forgot About Dre
(2000) The Way I Am
(2000)
Pistes de The Marshall Mathers LP
The Way I Am
(7) Remember Me?
(9)
The Real Slim Shady est un single du rappeur américain Eminem sorti en 2000 en tant que premier extrait de son album studio The Marshall Mathers LP. La chanson figure également sur la compilation Curtain Call: The Hits sortie en 2005.
C'est le premier single d'Eminem à être premier au UK Singles Chart, et aussi quatrième du Billboard Hot 100. Le single est le onzième plus vendu au Royaume-Uni en 2000. Il a gagné de multiples récompenses, telles que le MTV Video Music Award du meilleur clip ou le Grammy Award de la meilleure performance solo de rap.

## Écriture
Initialement, The Real Slim Shady ne devait pas être incluse dans l'album The Marshall Mathers LP. Interscope Records voulant une chanson pour introduire l’album similaire à My Name Is qui était le premier single de l’album The Slim Shady LP, Eminem écrit The Real Slim Shady seulement quelques heures avant que la version finale de l’album ne doive être rendue. Le premier single de l’album devait être Who Knew.
Dans la chanson, Eminem critique les stars de la musique populaire. Le rappeur a obtenu une grande attention en insultant des célébrités telles que l’actrice Pamela Anderson, le rappeur Will Smith - qui lui déclare qu’il n'a pas besoin de faire des chansons explicites et qui encourage à faire des chansons sans grossièretés - la chanteuse de pop Britney Spears et *NSYNC dans le clip de la chanson. Eminem affirme également dans les paroles de la chanson qu’il a tué Dr. Dre. Christina Aguilera a été en colère car Eminem a déclaré dans les paroles qu’elle a pratiqué une fellation sur Carson Daly et Fred Durst, un membre du groupe Limp Bizkit.
Le titre de le la chanson reprend un des surnoms de l’artiste : Slim Shady.

## Clip Video
Philip G. Atwell et Dr. Dre ont réalisé le clip vidéo le 7, 8 et 9 avril 2000 à Los Angeles, Californie Raleigh Studios Hollywood.

## Crédits
Informations provenant du livret intérieur de The Marshall Mathers LP
- Chant et paroles : Eminem
- Production : Dr. Dre et Mel-Man
- Mixage : Dr. Dre
- Guitare et basse : Mike Elizondo
- Clavier : Tommy Coster Jr.
- percussions : Dr. Dre
- Réalisateur : Dr. Dre & Philip G. Atwell
- Apparitions dans le clip : Dr. Dre, Kathy Griffin, D12, NSYNC, Christina Aguilera, Kid Rock, Fred Durst, Carson Daly, Pamela Anderson, Tommy Lee,

## Classements
| Pays / classement (2000)                                      | Meilleure position |
| ------------------------------------------------------------- | ------------------ |
| Australie (ARIA)                                              | 11                 |
| Autriche (Ö3 Austria Top 40)                                  | 6                  |
| Belgique - Flandre (Ultratop 50)                              | 7                  |
| Belgique - Région wallonne / Bruxelles-Capitale (Ultratop 40) | 2                  |
| Canada (RPM)                                                  | 6                  |
| Danemark (Tracklisten)                                        | 3                  |
| European Hot 100 Singles (Billboard)                          | 1                  |
| Finlande (Suomen virallinen lista)                            | 6                  |
| France (SNEP)                                                 | 6                  |
| Allemagne (Media Control AG)                                  | 7                  |
| Irlande (IRMA)                                                | 1                  |
| Italie (FIMI)                                                 | 4                  |
| Pays-Bas (Dutch Top 40)                                       | 5                  |
| Nouvelle-Zélande (RIANZ)                                      | 15                 |
| Norvège (VG-lista)                                            | 2                  |
| Roumanie (Romanian Top 100)                                   | 3                  |
| Espagne (PROMUSICAE)                                          | 6                  |
| Suède (Sverigetopplistan)                                     | 3                  |
| Suisse (Hitparade)                                            | 2                  |
| Royaume-Uni - UK Singles (The Official Charts Company)        | 1                  |
| Royaume-Uni - UK Hip Hop and R&B Chart                        | 1                  |
| États-Unis - Billboard Hot 100                                | 4                  |
| États-Unis - Hot R&B/Hip-Hop Songs (Billboard)                | 11                 |
| États-Unis - Pop Songs (Billboard)                            | 13                 |
| États-Unis - Rap Songs (Billboard)                            | 7                  |

| Fin d'année (2000)                              | Position |
| ----------------------------------------------- | -------- |
| Australie                                       | 57       |
| Autriche                                        | 18       |
| Belgique (Flandre)                              | 30       |
| Belgique (Région wallonne / Bruxelles-Capitale) | 10       |
| États-Unis (Billboard Hot 100)                  | 51       |
| France                                          | 16       |
| Suisse                                          | 5        |

| Pays        | Certification | Date            | Ventes    |
| ----------- | ------------- | --------------- | --------- |
| Autriche    | Or            | 10 octobre 2000 | 15 000    |
| Belgique    | Platine       | 2000            | 40 000    |
| France      | Or            | 2001            | 150 000   |
| Allemagne   | Or            | 2000            | 150 000   |
| Norvège     | Or            | 2000            | 10 000    |
| Suède       | Platine       | 14 août 2000    | 20 000    |
| Suisse      | Or            | 2000            | 40 000    |
| Royaume-Uni | 2 × Platine   | octobre 2019    | 1 200 000 |

## Récompenses
The Real Slim Shady a gagné deux prix aux MTV Video Music Awards en 2000, l'un dans la catégorie vidéo de l'année et l'autre dans la catégorie meilleure vidéo masculine. La chanson a été aussi nommée dans les catégories meilleure vidéo rap, meilleure réalisation, meilleur montage et Viewer's Choice.
The Real Slim Shady a également permis à Eminem de gagner le Grammy Award de la meilleure performance rap en solo (Best Rap Solo Performance).